# いこまいCAR
いこまいCAR（いこまいかー）とは、愛知県江南市が名鉄グループのタクシー（名鉄西部交通）に委託して運行している。

## 概要
コミュニティバスである。実際には乗合タクシーで運行されており、正確にはコミュニティバスとは言えないが、全国でもこのような事例は多数ある。
現在は定期便が廃止され予約便のみとなっている。ここでは定期便廃止時のデータとする。

## ルート
- 県営松竹住宅コース（市役所 - 県営松竹住宅）
  - アピタ江南西店前経由で運行。
- すいとぴあ江南コース（すいとぴあ江南 - 江南厚生病院）

## 運賃
- 1区間：100円
- 小学生以下：無料

## 歴史
- 2002年（平成14年）1月5日 - 試験運行開始。
- 2004年（平成16年）9月30日 - 試験運行終了。
- 2004年（平成16年）10月1日 - 本格運行開始。
- 2008年（平成18年）4月1日 - 名鉄バス江南・病院線の路線新設により、体育館・布袋ふれあい会館区間を廃止。すいとぴあ江南までは江南厚生病院からの区間に変更。
- 2013年（平成25年）3月31日 - 名鉄バスが代替となる新路線を運行する事となり、定期便のみ廃止。

## その他
名鉄タクシーの中型車（定員5名）をそのまま使用している。外見上は一般のタクシーと全く同じの為、タクシーの助手席側の日よけにステッカーを貼り区別している。
定員5名の中型タクシーの為、満車になった場合は、運転手が連絡して臨時便を手配する。その為、臨時便到着まで待つ必要がある。
中型タクシーは介護仕様では無い。折りたたみ車椅子以外の場合乗車が困難な場合がある為、江南市社会福祉協議会がリフト付ワゴン車による移送サービスを行なっている（使用日の2ヶ月 - 10日前迄に予約が必要）。